# María Eugenia Rodríguez Palop

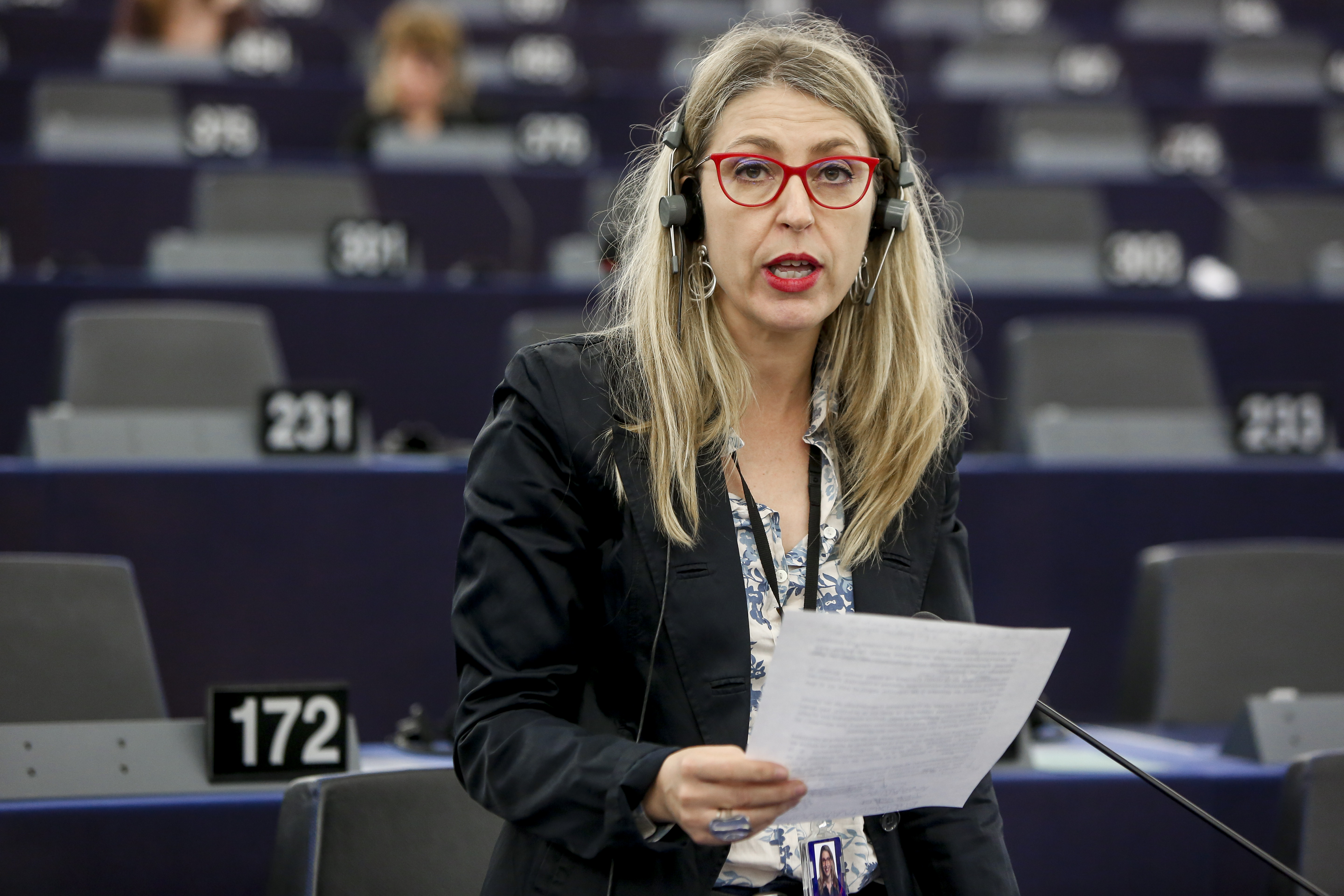
María Eugenia Rodríguez Palop (2019)

María Eugenia Rodríguez Palop (* 9. März 1970 in Llerena, Provinz Badajoz) ist eine spanische Juristin, Rechtsphilosophin und Politikerin. Die parteilose Politikerin ist seit der Europawahl 2019 Mitglied des Europäischen Parlaments als Teil der Konföderalen Fraktion der Vereinten Europäischen Linken/Nordische Grüne Linke.

## Leben
Rodríguez wurde am 9. März 1970 als eine von drei Töchtern in Llerena in der Provinz Badajoz geboren. Nach ihrer Schulausbildung studierte sie Jura an der Universidad Pontificia Comillas, das Studium schloss sie 1993 ab. Anschließend promovierte sie bis 2000 an der Universidad Carlos III de Madrid. Des Weiteren war sie als Dozentin an beiden Universitäten tätig, zuerst an der Juristischen Fakultät der UPC zwischen 1998 und 2004, und an der UC3M seit 2005, als ordentliche Professorin für Rechtsphilosophie.
Rodríguez ist Forscherin am Instituto de Estudios de Género und am Instituto de Derechos Humanos Bartolomé de las Casas an der UC3M, von denen sie bis 2018 auch stellvertretende Direktorin war. Sie ist auch für die internationalen Beziehungen am Institut verantwortlich, wo sie auch den UNESCO-Lehrstuhl „Gewalt und Menschenrechte: Regierung und Governance“, und den Antonio-Beristain-Lehrstuhl für Studien über Terrorismus und seine Opfer innehatte. Rodríguez war eine von 60 Wissenschaftlerinnen, die im Juni 2018 ein Manifest für eine Reform der spanischen Verfassung unterzeichneten.
Im März 2019 verzichtete der Podemos-Politiker Pablo Bustinduy, der zuvor die internen Vorwahlen für die Spitzenkandidatur zur Europawahl gewonnen hatte, auf die Spitzenkandidatur für das Wahlbündnis „Unidas Podemos cambiar Europa“ aus Podemos und Izquierda Unida. Daraufhin kürte das Wahlbündnis die parteilose Rodríguez Palop zur Spitzenkandidatin. Die Listenverbindung errang bei der Wahl knapp 10 Prozent und damit 6 der 54 spanischen Mandate, sodass Rodríguez direkt einzog. Sie trat der Konföderalen Fraktion der Vereinten Europäischen Linken/Nordische Grüne Linke bei. Für ihre Fraktion ist sie Mitglied im Ausschuss für die Rechte der Frau und die Gleichstellung der Geschlechter, zu dessen stellvertretender Vorsitzenden sie auch gewählt wurde. Des Weiteren ist sie stellvertretendes Mitglied im Ausschuss für Beschäftigung und soziale Angelegenheiten.